# Артистичка радна акција
Артистичка радна акција познат и као АРА је новоталасни и панк рок компилацијски албум објављен 1981. године у СФРЈ. Албум је представио београдску андреграунд музичку сцену осамдесетих година, кроз бендове Радничка контрола, Безобразно зелено, Профили профили, Дефектно ефектни, Урбана герила, Петар и Зли Вуци, У шкрипцу, Паста ЗЗ, ВИА Талас и ТВ Морони, који су снимили песме за компилацију и на тај начин се представили широј публици.

## Историјат
Албум је објавила дискографска кућа Југотон као наставак успешног албума Пакет аранжман, који је представио београдске бендове Идоли, Шарло Акробата и Електрични оргазам, након чега су стекли велику популарност. Ипак, иако је имала слични концепт, Артистичка радна акција није успела да понови критички и комерцијални успех албума Пакет аранжман. Компилација је снимана у студију Друга Маца у Београду, у периоду од априла до маја 1981. године, објављена је на аудио касети, а албум је као и Пакет аранжман продуцирао Енцо Лесић. Младим бендовима је дат по један дан да сниме по две песме.
На компилацији су се нашле песме бенда У шкрипцу Памфлекс дом и Јужно воће која је ска и реге жанра и оне су доживеле мањи комерцијални успех заједно са нумерама Бежим низ улицу и Београд бенда Безобразно зелено. Песме Огледало и Козаци београдског новоталасно и ска бенда Петар и Зли вуци такође су се нашле на компилацији. Песма Огледало нашла се на листи Б92 100 најбољих домаћих песама, састављену 2006. године, на деведесетом месту. Песма бенда ВИА Талас под називом Лилихип такође се нашла на компилацији Артистичка радна акција и обрада је песме My Boy Lollipop, коју у оригиналу изводи јамајчанска музичака Мили Смол.
Пола бендова који су учествовали на компилацији, нису издали ниједну друге песме осим ових на компилацији. Бенд Безобразно зелено објавио је два студијска албума, Профили профили објавили су заједнички албум са бендом Казимиров Казнени Корпус, Петар и Зли Вуци објавили су два сингла, бенд У шкрипцу објавио је неколико студијских издања и стекао популарност преласком на синтпоп жанр, док је ВИА Талас објавио један студијски албум пре него што је распуштен 1982. године. За разлику од албума Пакет аранжман који је био доста комерцијално успешан и сцени представио касније успешне бендовове, свих десет бендова Артистичке радне акције нису доживели комерцијалне успехе.
Поред музичара и продуцента Енца Лесића, на албуму су учестовали Мирко Илић (дизајн), аудио инжењери Душан Васиљевић, Горан Савић и Мирослав Цветковић, музичи уредник Синиша Шкарица, и фотограф Радован Средић.
Ипак, многи музичари који су гостовали на овој компилацији касније су били успешни у другим бендовима или другим облицима уметници, а они су :
- Зоран Костић Цане, вокалиста Радничке контроле, који је након тога основао популарни гаражни рок бенд Партибрејкерси и бубњар Срђан Тодоровић, који је након тога свирао у бендовима Дисциплина кичме, Екатарина Велика, Казна за уши и паралелно са тим глумио.
- Бојан Печар, члан бенда ВИА Талас, касније се придружио бенду Екатарина Велика, а Мишко Плави Петровић био је у бенду -Dʼ Boys}-.
- Чланови бенда Урбана герила, Ненад Келе Красавац био је члан Дисциплине кичме, Бранислав Кебра Бабић основао је алтернативни рок бенд Обојени програм. Такође, Бранко Росић је касније постао новинар и књижевник, а Владимир Арсенијевић књижевник, преводилац, уредник у публициста.

Неколико година након објављивања Артистичке радне акције, албум је успео да стекне нешто веће признање него након објављивања и заједно са албумом Пакет аранжан представља симбол југословенске и српске рок, новоталасне и панк сцене. Албум је поново објављен на компакт диск издању у јулу 2014. године. Промоција реиздања одржана је 10. јула 2014. године у продавници плоча Leila Records and Books у Београду. Диск је објавио Mascoom records.

## Листа песама
| №               | Назив                                                 | Трајање |  |
| 1.              | Радничка контрола — Досада                            | 3:50    |  |
| 2.              | Радничка контрола — ТВ у колору                       | 1:45    |  |
| 3.              | Безобразно зелено — Бежим низ улицу                   | 2:27    |  |
| 4.              | Безобразно зелено — Београд                           | 2:05    |  |
| 5.              | Профили профили — Мајке их гурају у металним колицима | 2:55    |  |
| 6.              | Профили профили — Немир живаца                        | 3:25    |  |
| 7.              | Дефектно ефектни — А                                  | 3:00    |  |
| 8.              | Дефектно ефектни — Д                                  | 2:00    |  |
| 9.              | Урбана герила — Процес                                | 2:05    |  |
| 10.             | Урбана герила — Без наслова                           | 1:45    |  |
| 11.             | Петар и Зли Вуци — Огледало                           | 3:28    |  |
| 12.             | Петар и Зли Вуци — Козаци                             | 2:20    |  |
| 13.             | У шкрипцу — Памфлекс дом                              | 2:20    |  |
| 14.             | У шкрипцу — Јужно воће                                | 3:28    |  |
| 15.             | Паста ЗЗ —                                            | 3:20    |  |
| 16.             | Паста ЗЗ — Дракула                                    | 2:07    |  |
| 17.             | ВИА Талас —                                           | 2:00    |  |
| 18.             | ВИА Талас —                                           | 2:00    |  |
| 19.             | ТВ Морони — Моја борба                                | 2:05    |  |
| 20.             | ТВ Морони — Пада ноћ                                  | 2:25    |  |
| Укупно трајање: | Укупно трајање:                                       | 50:03   |  |